# 過江
《过江》（或称《过江龙》)
是1988年上映的一部电影，由张彻执导，并与谭愫一起参与编剧，徐小健等人出演的一部电影，该电影讲述一个戏班与个日军狼狈为奸的军阀的故事。，该作因为资金等原因而导致该作并未受到大家的喜爱。

## 劇情簡介
民国时期，一个和日军狼狈为奸的军阀在一次听戏的时候，意外的喜欢上了该戏班的一个花旦，此人名叫花雲舫，但是这个花旦却对此非常厌恶。
而这件事最后也被戏班的其他人知道了，于是戏班的人对此也纷纷决定帮助花雲舫来摆脱这个军阀的纠缠。
而后，看到自己喜欢的东西得不到后，他对此自然是做出了一些陷害戏班的方式。
不过最后，这位军阀还是死在了戏班的人的报复中，并且戏班的一些人也死于可报复军阀的途中。

## 演员
- 董志華
- 徐小健
- 孫懿雯
- 賈永泉
- 畢長江
- 周文林

## 相關連結
- 豆瓣电影上《過江》的資料 （简体中文）
- 互联网电影数据库（IMDb）上《過江》的资料（英文）
- 香港影庫上《過江》的資料（繁體中文）
- mydramalist链接